# Bari
 For alternative betydninger, se Bari (flertydig). (Se også artikler, som begynder med Bari)
Bari er en af de største byer i den sydlige del af Italien med 316.015(2023) indbyggere. Byen er hovedstad i regionen Apulien. Bari ligger ud til Adriaterhavet.
Bari har færgeforbindelse til bl.a. Igoumenitsa i Grækenland samt til Durrës i Albanien.